# سرمایه‌گذار هوشمند
سرمایه‌گذار هوشمند نوشته بنجامین گراهام، که برای اولین بار در سال ۱۹۴۹ منتشر شد، کتابی است که در زمینه سرمایه‌گذاری ارزشی مورد تحسین قرار گرفته است. این کتاب روش‌ها و استراتژی‌هایی در زمینه چگونگی استفاده بهینه از سرمایه‌گذاری ارزشی در بازار سهام ارائه می‌دهد. این کتاب در طول دوران خود جزو یکی از محبوب‌ترین کتاب‌ها در زمینه سرمایه‌گذاری بوده و به عنوان میراثی از گراهام باقی مانده است.